# Rosyjska Kompania kapitana Dydorowa
Rosyjska Kompania kapitana Dydorowa (ros. Русская рота капитана Дыдорова) - ochotniczy rosyjski oddział wojskowy Bałtyckiej Landeswehry na przełomie lat 1918/1919.
Kompania została sformowana 15 listopada 1918 r. w składzie Oddziału Ryskiego łotewsko-niemieckiej formacji obrony terytorialnej pod nazwą Bałtycka Landeswehra. Składała się z Białych Rosjan. Liczyła ok. 500 ludzi. Na jej czele stanął kpt. Kliment I. Dydorow, który od października tego roku organizował na Łotwie rosyjskie oddziały ochotnicze do walki z wojskami bolszewickimi. Otrzymała oficjalną nazwę 3 Rosyjska Kompania Mieszana. W styczniu 1919 r. została podporządkowana taktycznie łotewskiemu oddziałowi płk. Oskarsa Kalpaksa. Uczestniczyła w zdobywaniu Skrundy. 8 marca tego roku włączono ją w skład Oddziału Liwenskiego płka Anatolija P. Lievena.